# Rockabye
"Rockabye'" é uma canção do grupo britânico Clean Bandit, gravada para o seu segundo álbum de estúdio What Is Love?. Conta com a com a participação do rapper jamaicano Sean Paul e da cantora inglesa Anne-Marie. O seu lançamento marcou o primeiro trabalho da banda sem o violinista Neil Amin-Smith, com data de edição a 21 de outubro de 2016.

## Faixas e formatos
| Descarga digital |                                                           |         |  |
| N.º              | Título                                                    | Duração |  |
| 1.               | "Rockabye" (com a participação de Sean Paul e Anne-Marie) | 4:11    |  |

## Desempenho nas tabelas musicais

### Posições
| Tabela musical (2016-2017)                        | Melhor posição |
| ------------------------------------------------- | -------------- |
| Alemanha - Single-Charts                          | 1              |
| Argentina - Top 20 General                        | 10             |
| Austrália - ARIA Singles Chart                    | 1              |
| Áustria - Ö3 Austria Top 40                       | 1              |
| Bélgica - Ultratop 50 (Flandres)                  | 2              |
| Bélgica - Ultratop 50 (Valónia)                   | 1              |
| Brasil - Brasil Hot 100 Airplay                   | 9              |
| Canadá - Canadian Hot 100                         | 4              |
| Coreia do Sul - Gaon Digital Chart                | 79             |
| Croácia - Top do topa                             | 1              |
| Dinamarca - Tracklisten                           | 1              |
| Escócia - Scottish Singles Chart                  | 1              |
| Eslováquia - Singles Digitál Top 100              | 1              |
| Eslovênia - SloTop50                              | 1              |
| Espanha - PROMUSICAE                              | 4              |
| Estados Unidos - Billboard Hot 100                | 9              |
| Estados Unidos - Billboard Dance/Electronic Songs | 2              |
| Estados Unidos - Billboard Dance Club Songs       | 5              |
| Estados Unidos - Billboard Pop Songs              | 4              |
| Equador - Top 100                                 | 4              |
| Europa - Euro Digital Songs                       | 1              |
| Finlândia - Suomen virallinen lista               | 1              |
| Filipinas - Philippine Hot 100                    | 7              |
| França - SNEP                                     | 4              |
| Hungria - Rádiós Top 40                           | 2              |
| Irlanda - Top 100 Singles                         | 1              |
| Israel - Media Forest                             | 3              |
| Itália - FIMI                                     | 1              |
| Japão - Japan Hot 100                             | 89             |
| Letônia - Latvijas Top 40                         | 1              |
| Líbano - The Official Lebanese Top 20             | 1              |
| Luxemburgo - Luxembourg Digital Songs             | 2              |
| Malásia - RIM                                     | 5              |
| México - Mexico Airplay                           | 1              |
| Noruega - VG-lista                                | 2              |
| Nova Zelândia - NZ Top 40 Singles                 | 1              |
| Países Baixos - Mega Single Top 100               | 1              |
| Países Baixos - Dutch Top 40                      | 1              |
| Polónia - Polish Airplay Top 100                  | 4              |
| Portugal - Top 100 Singles                        | 3              |
| Reino Unido - UK Singles Chart                    | 1              |
| Chéquia - Singles Digitál Top 100                 | 1              |
| Chéquia - Radio - Top 100                         | 2              |
| Rússia - Tophit 100                               | 1              |
| Suécia - Sverigetopplistan                        | 1              |
| Suíça - Schweizer Hitparade                       | 1              |
| Ucrânia - Tophit 100                              | 1              |
| Venezuela - Top 100                               | 28             |

### Certificações
| País           | Provedor       | Certificação |
| -------------- | -------------- | ------------ |
| Alemanha       | BVMI           | 3× Ouro      |
| Austrália      | ARIA           | 5× Platina   |
| Áustria        | IFPI Áustria   | Ouro         |
| Bélgica        | BEA            | 2× Platina   |
| Canadá         | Music Canada   | 6× Platina   |
| Dinamarca      | IFPI Dinamarca | 2× Platina   |
| Espanha        | PROMUSICAE     | 4× Platina   |
| Estados Unidos | RIAA           | 2× Platina   |
| França         | SNEP           | Diamante     |
| Itália         | FIMI           | 7× Platina   |
| Nova Zelândia  | RMNZ           | Platina      |
| Polónia        | ZPAV           | Diamante     |
| Suíça          | IFPI Suíça     | 2× Platina   |
| Reino Unido    | BPI            | 2× Platina   |